# Louise Bonì: Mord im Zeichen des Zen
Begierde - Mord im Zeichen des Zen ist ein Fernsehfilm von Brigitte Bertele aus dem Jahr 2015 nach gleichnamigen dem Roman von Oliver Bottini. 

## Handlung
Kommissarin Louise Bonì wird in die Nähe von Aachen beordert, nachdem dort ein junger, asiatischer Mönch verletzt angetroffen wurde. Der junge Mann hat eine Wunde am Kopf, spricht aber kein Wort. Louise Bonì folgt ihm in den Wald, wo er sich ängstlich vor jemanden zu verstecken scheint, verliert ihn dann aber aus den Augen.
Zurück in Aachen muss sich Louise Bonì erst einmal um ihren Vater kümmern, der sich zu einem Besuch bei ihr angemeldet hat. Eigentlich ist sie auch vom Dienst suspendiert, weil sie, nachdem ihr Ehemann sie verlassen hat, in den Alkoholismus abgedriftet ist. Auch hatte sie im Dienst einen Mann erschossen, was sie offensichtlich noch nicht verarbeitet hat. Ihr Chef Bermann glaubt daher ihren Berichte von dem vermeintlich Fall mit dem Mönch nicht. So sucht sie sich selbst Hilfe und kontaktiert den Dolmetscher Richard Landen, der die Sprache des Mönchs spricht, was die Kommissarin aber immer noch nicht so recht weiter bringt. Als am nächsten Tag ein verlassener Polizeiwagen am Waldrand gefunden wird, wo der junge Mönch zuletzt gesehen wurde, nimmt Bermann die Kommissarin endlich ernst. Er fordert Verstärkung an, findet dann einen Polizisten angeschossen und einen zweiten mit einem Kopfschuss tot im Wald. Kurzerhand schiebt er seine Versäumnisse, vorab nichts unternommen zu haben, obwohl Bonì es gefordert hatte, ihr zu. Sie hätte alkoholbedingt unprofessionell reagiert.
Bonì forscht unbeirrt weiter nach dem Mönch, und ihr Weg führt sie zu einem Zen-Kloster in der Nähe. Sie ist überrascht, Richard Landen hier zu treffen. Er hilft ihr, mit Roshi, dem Oberhaupt des Klosters, ins Gespräch zu kommen, und sie erfährt, dass der junge Mönch ein Zen-Schüler sei. Sie will wissen, wer den Jungen verletzt hätte. Sie erhält darauf aber nur eine Antwort, die sie nicht zufrieden stellt. Auch wird sie misstrauisch, als sie von Waisenkindern erfährt, die hier im Kloster untergebracht sind und angeblich auf die Vermittlung zu neuen Eltern warten. Die Kommissarin befürchtet Menschenhandel, da Auslandsadoptionen normalerweise nur über amtliche Behörden geregelt werden. Private Vermittlungen sind illegal.
Am nächsten Tag fährt sie noch einmal zu dem Kloster, aber die Kinder sind alle verschwunden. Ebenso verlassen vier Personen eilig das Kloster und fahren in einem Kleinbus davon. Als Bonì das Fahrzeug verfolgt, wird auf sie geschossen, und sie findet sich im Krankenhaus wieder. Ihr Vorgesetzter ist zwar ungehalten, weil sie 1,8 Promille Alkohol im Blut hatte, aber er hat auch eigene Recherchen eingeleitet, die eindeutig auf Menschenhandel deuten. In den letzten Jahren seien so 58 Kinder über diesen Weg vermittelt worden. So wird offensichtlich, dass es hier nicht um normale Adoptionen geht, sondern um einen Pädophilenring, der das Zen-Kloster nutzt, um aus Asien „importierte“ Kleinkinder bis zur Vermittlung an Interessierte unterzubringen. Dank Bonis Hartnäckigkeit können die Verantwortlichen zur Rechenschaft gezogen werden, zu denen auch Richard Landen gehört, der gerade dabei ist einen kleinen Jungen „für sich“ zu adoptieren. Der rechtfertigt sich der Kommissarin gegenüber, es wäre doch nur eine normal Adoption.
Nach erfolgreichem Abschluss des Falls begibt sich Bonì ins Kloster, um dort eine private Auszeit zu nehmen.

## Hintergrund
Der Film wurde am 5. Februar 2015 im Ersten erstausgestrahlt.

## Rezeption
Auf tittelbach.tv urteilte Rainer Tittelbach: Dieser Film „ist ein ungewöhnlicher Fernsehkrimi und eine hoch ästhetische Filmerzählung aus dem Geist der asiatischen Philosophie und Ikonografie. Für die auf Dramen spezialisierten Grimme-Preisträgerinnen Hollinger und Bertele ist es ein ‚Grenzgang‘ zwischen den Genres und Melika Foroutan als alkoholkranke Kommissarin ist sensationell. Sie gibt dieser Antiheldin ein schön verlebtes Gesicht (für das die Maske einiges zu tun bekam). Diese Figur ist keine Kopfgeburt, diese Polizistin lebt! Auch dramaturgisch & inszenatorisch geht dieses Wunderwerk der Entschleunigung keine ausgetretenen Pfade.“
Der Deutsche Filmdienst wertete: „Dramatischer, atmosphärisch dichter (Fernseh-)Krimi, der auch dank seiner überzeugenden Hauptdarstellerin Intensität und Dichte gewinnt.“
Bei focus.de schrieb Thomas Röll: „die Geschichte, in vorwiegend düsteren Bildern erzählt und mit melodramatischer Musik untermalt, nimmt einen ziemlich konventionellen Verlauf.“ „Was diesen Film von so manch anderem Werk ähnlicher Machart unterscheidet, ist Melika Foroutan als Louise Boni. Sie spielt eine Frau, die ihre Dämonen kennt und nicht vor ihnen flieht.“